# Arilsulfatasa
El nombre arilsulfatasa (EC 3.1.6.1) refiere a un grupo de enzimas que presentan similares especificidades, dentro de este grupo se nombran por ejemplo a la sulfatasa, nitrocatecol sulfatasa, fenolsulfatasa, fenilsulfatasa, p-nitrofenil sulfatasa, arilsulfohidrolasa, 4-metilumbelliferil sulfatasa, estrógeno sulfatasa; son un tipo de sulfatasas que poseen el nombre sistemático aril-sulfato sulfohidrolasa. Estas enzimas catalizan la siguiente reacción química general:
Este grupo de enzimas posee similares especificidades:
Tipos incluidos:
- Arilsulfatasa A (también conocida como "cerebrósido-sulfatasa")
- Arilsulfatasa B (también conocida como "N-Acetilgalactosamina-4-Sulfatasa")
- Esteroide sulfatasa (antiguamente conocida como "Arilsulfatasa C")
- ARSC2
- ARSD
- ARSE
- ARSF
- ARSG
- ARSH
- ARSI
- ARSJ
- ARSK